# Eva Lys

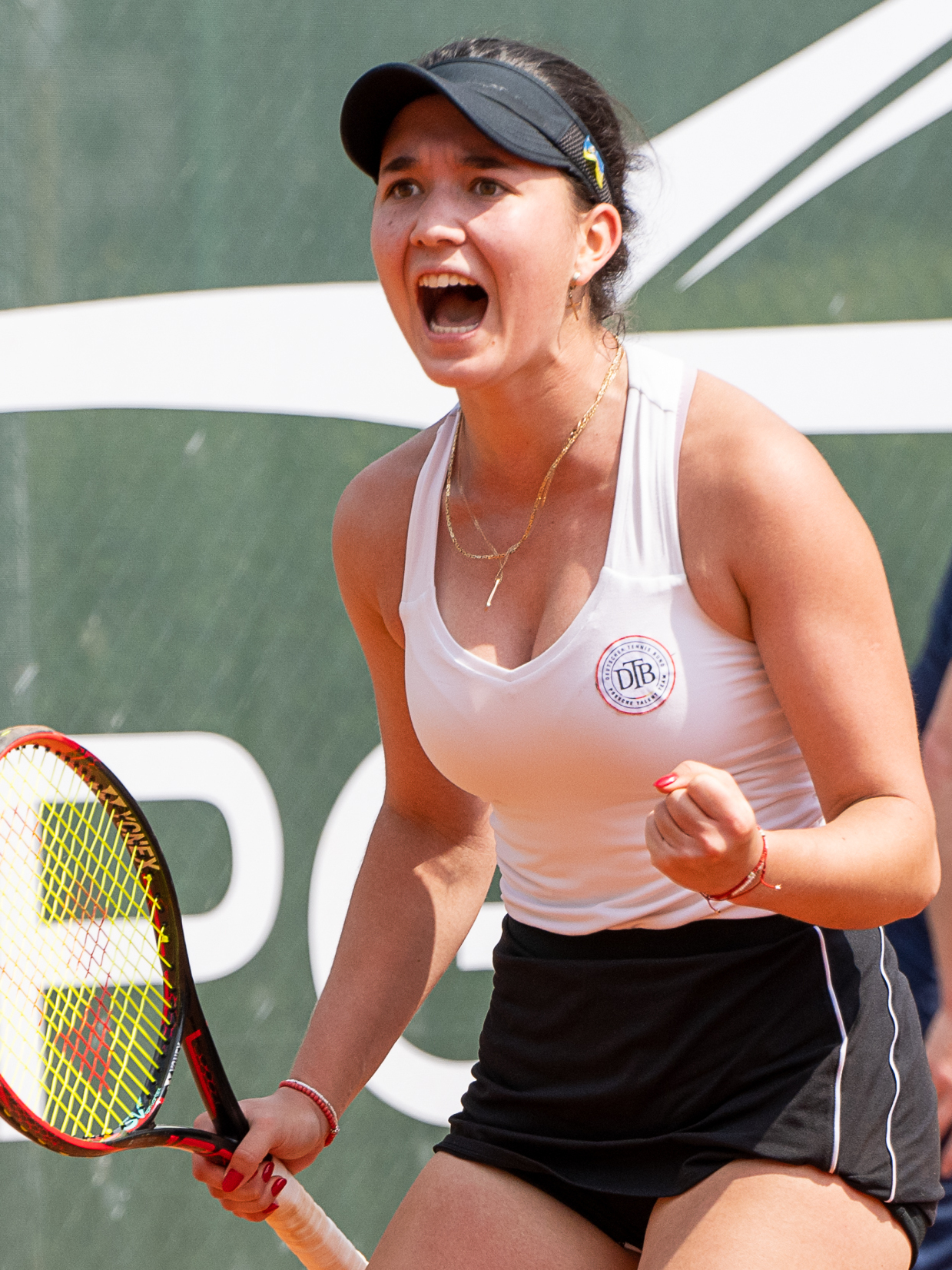
Wiesbaden 2022

Eva Lys (Kiev, 12 januari 2002) is een tennisspeelster uit Duitsland. Lys begon met tennis toen zij vijf jaar oud was. Haar favoriete ondergrond is hardcourt. Zij speelt rechtshandig en heeft een tweehandige backhand. Zij is actief in het internationale tennis sinds 2017.

## Loopbaan

### Junioren
In december 2019 won Lys het gerenommeerde Eddie Herr International Junior Championship dat als eindejaarskampioenschap van de ITF wordt georganiseerd in Bradenton (Florida). In de finale versloeg zij Wit-Russin Jana Kolodynska.

### Enkelspel
Lys debuteerde in 2017 op het ITF-toernooi van Hammamet (Tunesië). Zij stond in 2020 voor het eerst in een finale, op het ITF-toernooi van Altenkirchen (Duitsland) – hier veroverde zij haar eerste titel, door de Nederlandse Bibiane Schoofs te verslaan. Tot op heden(juli 2025) won zij drie ITF-titels, de meest recente in 2022 in Trnava (Slowakije).
In april 2022 kwalificeerde Lys zich voor het eerst voor een WTA-hoofdtoernooi, op het toernooi van Stuttgart – zij won van de Zwitserse Viktorija Golubic en bereikte daarmee de tweede ronde. In oktober won zij haar derde ITF-titel in Trnava (Slowakije) – daarmee kwam zij binnen op de top 150 van de wereldranglijst.
In 2023 kwalificeerde Lys zich voor het eerst voor een grandslamtoernooi, op het Australian Open. Op het US Open won zij haar eerste grandslampartij, van de Amerikaanse Robin Montgomery.
Haar beste resultaat op de WTA-toernooien is het bereiken van de halve finale, eenmaal op het toernooi van Cluj-Napoca 2023, andermaal op het toernooi van Boedapest 2024 en nogmaals op het toernooi van Monastir 2024.
In 2025 bereikte zij als lucky loser op het Australian Open de vierde ronde – door dit resultaat steeg zij naar de mondiale top 100.
Haar hoogste notering op de WTA-ranglijst is de 55e plaats, die zij bereikte in juli 2025.

### Dubbelspel
Lys is weinig actief in het dubbelspel. Zij debuteerde in 2017 op het ITF-toernooi van Hammamet (Tunesië), samen met haar zuster Lisa Matviyenko.
In 2021 speelde Lys voor het eerst op een WTA-hoofdtoernooi, op het toernooi van Hamburg, waarvoor zij samen met landgenote Noma Noha Akugue een wildcard had gekregen.

### Tennis in teamverband
In 2022 en 2023 maakte Lys deel uit van het Duitse Fed Cup-team – zij behaalde daar een winst/verlies-balans van 1–1.

## Persoonlijk
Lys werd geboren in Kiev, de hoofdstad van Oekraïne. Toen zij anderhalf jaar oud was, emigreerden haar ouders met haar en haar vier jaar oudere zus Lisa Matviyenko naar Duitsland. Haar vader Volodymyr is tenniscoach in Hamburg; moeder Maria is advocaat. Het diploma van haar moeders rechtenstudie in Oekraïne werd in Duitsland niet erkend, en zij moest dit geheel overdoen.

## Posities op deWTA-ranglijst
Positie per einde seizoen:
| jaar | rang enkelspel | rang dubbelspel |
| ---- | -------------- | --------------- |
| 2019 | –              | 1161            |
| 2020 | 604            | 1223            |
| 2021 | 340            | –               |
| 2022 | 123            | 777             |
| 2023 | 130            | –               |
| 2024 | 130            | –               |

## Palmares

### Gewonnen ITF-toernooien enkelspel
| nr. | finale     | toernooi     | dotatie  | ondergrond    | tegenstandster in finale  | score         |
| --- | ---------- | ------------ | -------- | ------------- | ------------------------- | ------------- |
| 1.  | 2020-03-01 | Altenkirchen | $ 25.000 | tapijt (i)    | Bibiane Schoofs           | 6-2, 6-4      |
| 2.  | 2021-10-31 | Istanbul     | $ 25.000 | hardcourt (i) | Indy de Vroome            | 6-3, 7-6      |
| 3.  | 2022-10-16 | Trnava       | $ 60.000 | hardcourt (i) | Anna Karolína Schmiedlová | 6-2, 4-6, 6-2 |

## Resultaten grandslamtoernooien
| Legenda | Legenda                          |
| ------- | -------------------------------- |
| g.t.    | geen toernooi gehouden           |
| l.c.    | lagere categorie                 |
| –       | niet deelgenomen                 |
| G       | uitgeschakeld in de groepsfase   |
| 1R      | uitgeschakeld in de eerste ronde |
| 2R      | uitgeschakeld in de tweede ronde |
| 3R      | uitgeschakeld in de derde ronde  |
| 4R      | uitgeschakeld in de vierde ronde |
| KF      | uitgeschakeld in de kwartfinale  |
| HF      | uitgeschakeld in de halve finale |
| F       | de finale verloren               |
| W       | het toernooi gewonnen            |
| w-v     | winst/verlies-balans             |

### Enkelspel
| toernooi        | 2023 | 2024 | 2025 |
| --------------- | ---- | ---- | ---- |
| Australian Open | 1R   | –    | 4R   |
| Roland Garros   | –    | 1R   | 2R   |
| Wimbledon       | –    | 1R   | 2R   |
| US Open         | 2R   | 1R   |      |